# Sauris stictifascia
Sauris stictifascia là một loài bướm đêm trong họ Geometridae.